# Wendi Richter
Vous lisez un « bon article » labellisé en 2018.
Pour les articles homonymes, voir Richter.
Victoria Lynn Richter (née le 6 septembre 1961 à Fort Lauderdale) est une catcheuse américaine connue sous le nom de ring de Wendi Richter. Elle est principalement connue pour son travail à la World Wrestling Federation (WWF) entre 1984 et 1985. Elle s'entraîne à l'école de The Fabulous Moolah et commence par lutter dans diverses fédérations aux États-Unis au Canada et au Japon. Durant cette période, elle remporte à deux reprises le championnat du monde par équipes féminine de la National Wrestling Alliance avec Joyce Grable.
Elle rejoint la World Wrestling Federation (WWF) en 1984 et y remporte à deux reprises le championnat féminin de la WWF. Elle y devient aussi très populaire grâce à Cyndi Lauper qui l'accompagne régulièrement sur les ring. Elle quitte la WWF un an plus tard après sa défaite face à The Spider Lady qui s'avère être The Fabulous Moolah. Elle rejoint ensuite l'American Wrestling Association (AWA) et y devient une fois championne du monde féminine de l'AWA. Elle arrête sa carrière en 1989.
Elle fait quelques combats dans les années 1990 puis en 2005, avant de mettre définitivement un terme à sa carrière. Elle est membre du WWE Hall of Fame depuis 2010 et du Professional Wrestling Hall of Fame and Museum depuis 2012.

## Jeunesse
Victoria Lynn Richter naît le 6 septembre 1961 à Fort Lauderdale mais grandit à Bossier City en Louisiane. Elle fait partie des équipes de volley-ball, d'athlétisme et de cross-country du Bossier High School. Elle étudie la programmation informatique au Draughon's Business College de Dallas.

## Carrière de catcheuse

### Débuts (1979-1984)

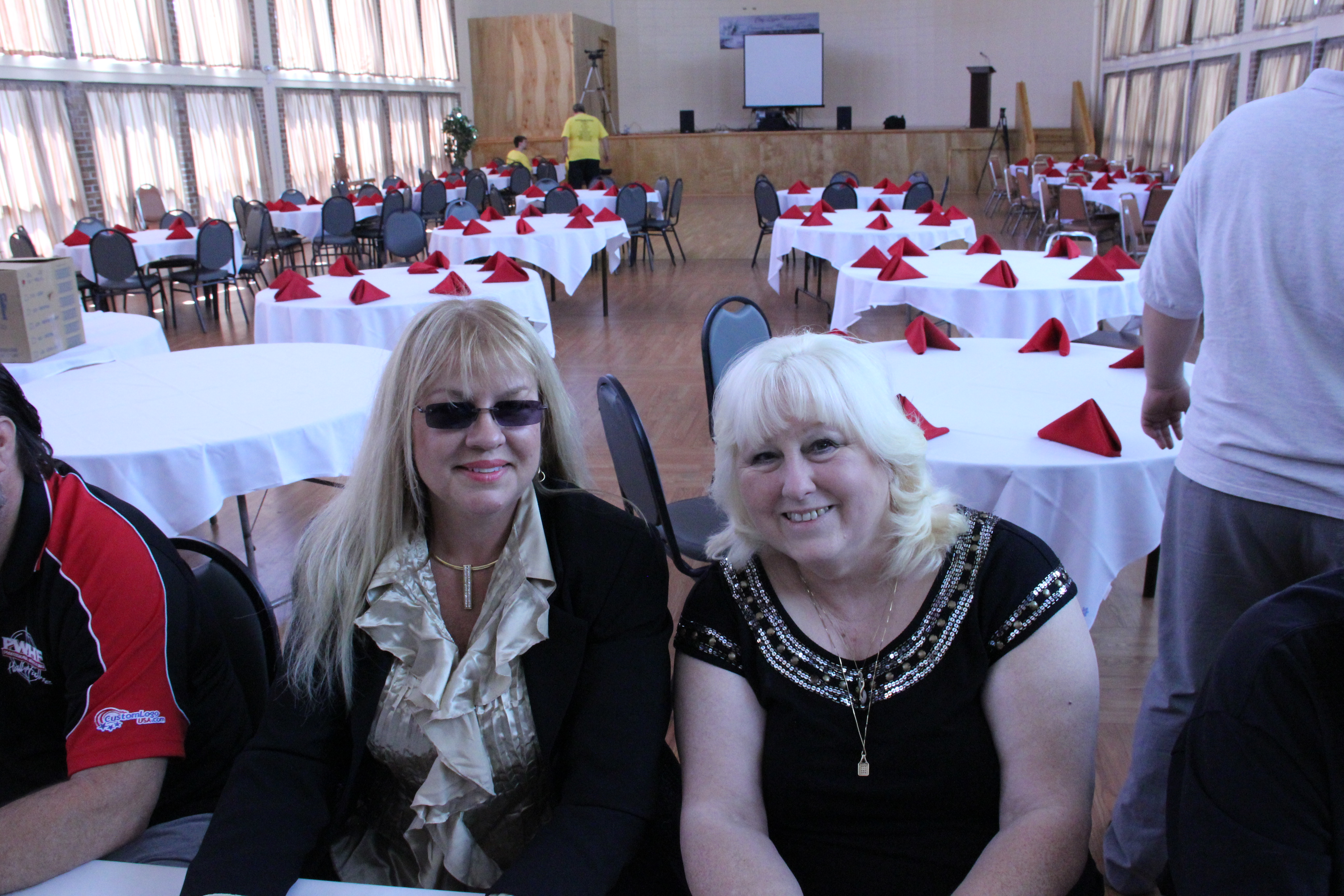
Wendi Richter et Joyce Grable en 2012.

Richter apprend le catch à l'école de catch de The Fabulous Moolah. Moolah prend son argent et laisse ses catcheuses l'entraîner. Elle commence à lutter dans diverses fédérations aux États-Unis et au Japon,. Durant son passage au Japon, elle a l'occasion d'affronter Jaguar Yokota (en) qui est alors la catcheuse vedette de la All Japan Women's Pro-Wrestling. Elle remporte à deux reprises le championnat du monde féminin par équipes de la National Wrestling Alliance avec Joyce Grable,. Elle fait aussi quelques apparitions à la World Wrestling Federation où elle fait équipe avec The Fabulous Moolah.

### World Wrestling Federation(1984-1985)
En 1984, la World Wrestling Federation rachète le droit d'utiliser le championnat du monde féminin de la National Wrestling Alliance afin de créer le championnat féminin de la WWF. The Fabulous Moolah est la première championne de la WWF et fait venir Richter et d'autres catcheuses qu'elle a entraînées.
En avril, Cyndi Lauper commence à apparaître dans les émissions de la WWF et s'en prend à Capt. Lou Albano qui tient des propos sexistes,. Lauper devient dans les semaines qui suivent la manager de Richter tandis qu'Albano accompagne The Fabulous Moolah. Richter devient championne de la WWF le 23 juillet au cours de The Brawl to End it All après sa victoire face à The Fabulous Moolah. Ce match s'est conclu sur une fin controversée, Moolah effectue une german suplex mais met ses épaules au sol. En fin d'année, le Wrestling Observer Newsletter désigne ce match comme étant le pire match de l'année.
Son règne de championne de la WWF prend fin le 18 février au cours de The War to Settle the Score (en) après sa défaite face à Leilani Kai aidée par The Fabulous Moolah. Richter récupère ce titre le 31 mars à WrestleMania I grâce à l'intervention de Cyndi Lauper. Le 11 mai, Richter conserve son titre face à The Fabulous Moolah dans un match où Lauper est bannie des abords du ring. Malgré cela, la WWF met Richter en valeur en faisant apparaître son personnage dans le dessin animé Hulk Hogan's Rock 'n' Wrestling (en).
En fin d'année, Richter refuse de prolonger son contrat avec la WWF qui approche de son terme car elle trouve son salaire trop bas,,. Le 25 novembre, Richter doit affronter The Spider Lady, une catcheuse masquée, au Madison Square Garden. Avant ce combat, Gorilla Monsoon qui est commentateur mais aussi le bras droit de Vince McMahon lui remet son nouveau contrat. Elle ne le signe pas tout de suite car elle veut le conseil d'un avocat. Elle croise aussi The Fabulous Moolah qui ne doit pas lutter normalement. Son combat contre The Spider Lady se termine par la défaite de Richter à la suite d'un roll-up puis The Spider Lady retire son masque pour révéler qu'elle est Moolah. Elle décide de ne pas briser la kayfabe en insultant les officiels de la WWF et quitte New York. Après cet événement, elle ne parle plus avec The Fabulous Moolah et reste très négative envers la WWF,.

### World Wrestling CounciletAmerican Wrestling Association(1987-1989)
Richter reprend sa carrière de catcheuse à Porto Rico au World Wrestling Council (WWC) et y devient la première championne du monde féminine du WWC en mai 1987,. Elle perd ce titre face à Monster Ripper puis le récupère le 28 juillet et rend ce titre quand elle quitte Porto Rico,.
Elle rejoint l'American Wrestling Association (AWA) à l'automne 1988 et remporte le championnat du monde féminin de l'AWA le 26 novembre après sa victoire face à Madusa Miceli,. Le 13 décembre au cours de SuperClash III, elle participe à un match par équipe mixte avec Derrick Dukes et Ricky Rice et affrontent Miceli, Paul Diamond et Pat Tanaka (en) dans un match où le championnat du monde féminin et le championnat du monde par équipes sont en jeu. Richter fait gagner son équipe en faisant le tombé sur Miceli conservant son titre. Elle quitte l'AWA en décembre 1989 et laisse son titre vacant.

### Diverses apparitions (1991-2005)
Richter lutte ponctuellement dans diverses fédérations aux États-Unis ainsi qu'en Allemagne à la Catch Wrestling Association. Elle fait son dernier combat le 27 août 2005 où elle gagne avec George South Jr. et The Patriot un match par équipes mixtes face à Amy Love, DC Drake et Gary Royal. En 2009, la World Wrestling Entertainment (WWE) lui propose de participer à une bataille royale à WrestleMania XXV mais Richter refuse.

### Reconnaissances par ses pairs et entrée auWWE Hall of Fame

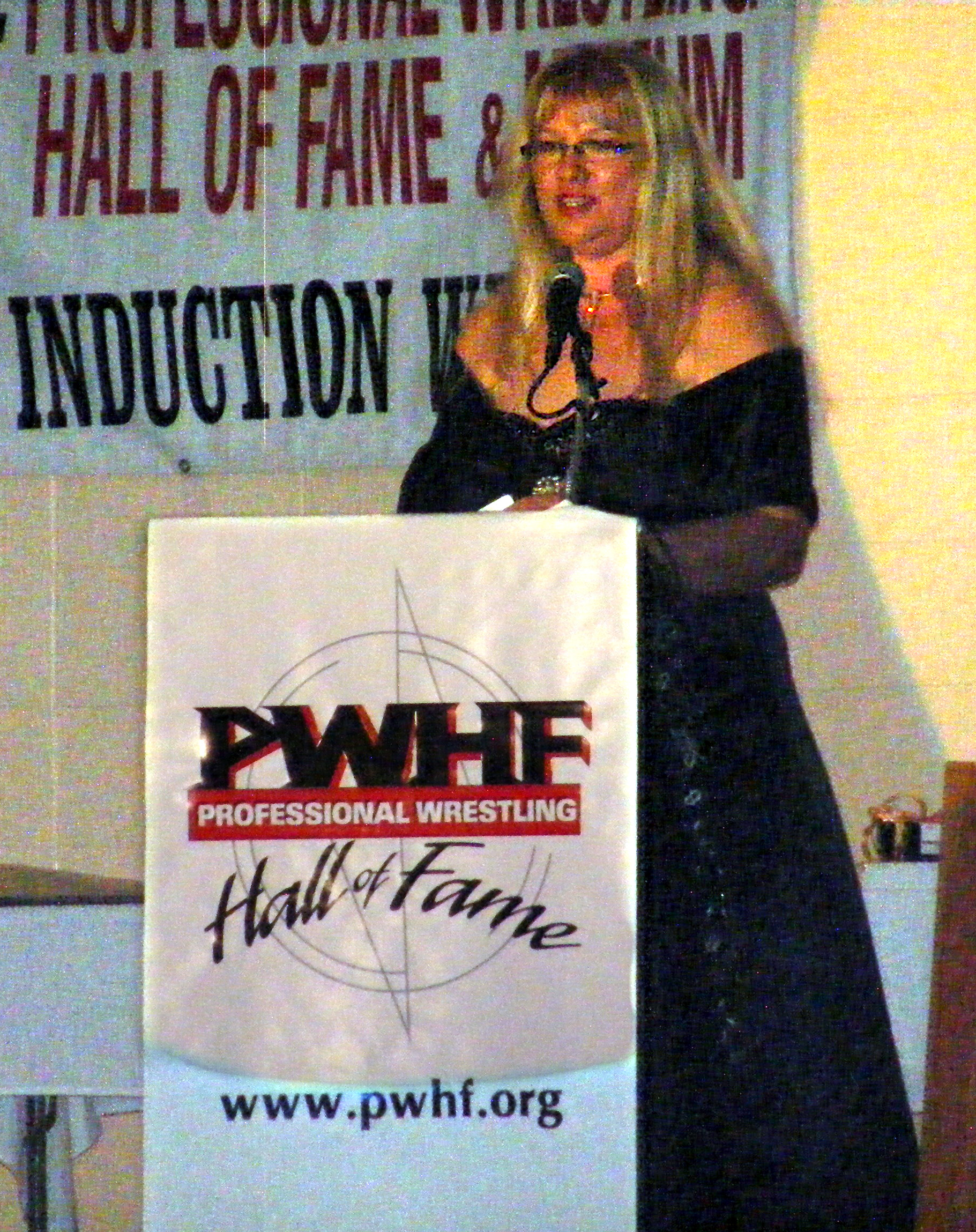
Wendi Richter faisant son discours au Professional Wrestling Hall of Fame and Museum.

Une fois sa carrière derrière elle, Richter reçoit un prix du Cauliflower Alley Club, une fraternité de catcheurs et boxeurs, en 1993.
La World Wrestling Entertainment (WWE) annonce le 23 février 2010 que Richter entre au WWE Hall of Fame. C'est Roddy Piper qui l'introduit et rappelle dans son discours l'impact du passage de Richter à la WWF dans les années 1980.
Fin 2011, le Professional Wrestling Hall of Fame and Museum annonce que Richter va faire partie de la promotion 2012 de leur Hall of Fame. Entre-temps, le Cauliflower Alley Club décide de l'honorer une seconde fois en lui remettant le prix Art Abrams pour l'ensemble de sa carrière le 18 avril 2012. Dans son discours, elle critique ouvertement les Divas de la WWE en déclarant : « Je suis fière d'avoir gagné ce prix grâce à mon talent de catcheuse et à mon travail et pas grâce à mes seins et mes fesses. ». La cérémonie du Professional Wrestling Hall of Fame and Museum a lieu le 19 mai et Richter se déclare fière d'avoir eu la reconnaissance de la WWE, du Cauliflower Alley Club et du Professional Wrestling Hall of Fame and Museum.

## Vie privée
Richter a été mariée à Hugo Savinovich (en), un catcheur et commentateur de catch,. Dans les années 1990, elle reprend ses études et obtient un diplôme en ergothérapie puis travaille comme promoteur immobilier à Crystal River avant de devenir ergothérapeute,,. Elle est chrétienne born again.

## Palmarès
- American Wrestling Association (AWA)
  - 1 fois championne du monde féminine de l'AWA[21]
- National Wrestling Alliance (NWA)
  - 2 fois championne du monde féminine par équipes de la NWA avec Joyce Grable[32]
- World Wrestling Council (WWC)
  - 2 fois championne féminine du WWC[18]
- World Wrestling Federation / World Wrestling Entertainment (WWF / WWE)
  - 2 fois championne féminine de la WWF[33]
  - Membre du WWE Hall of Fame[34]

## Récompenses des magazines et distinctions
- Cauliflower Alley Club
  - Autres honorés (1993)[24]
  - Prix Art Abrams (2012)[28]

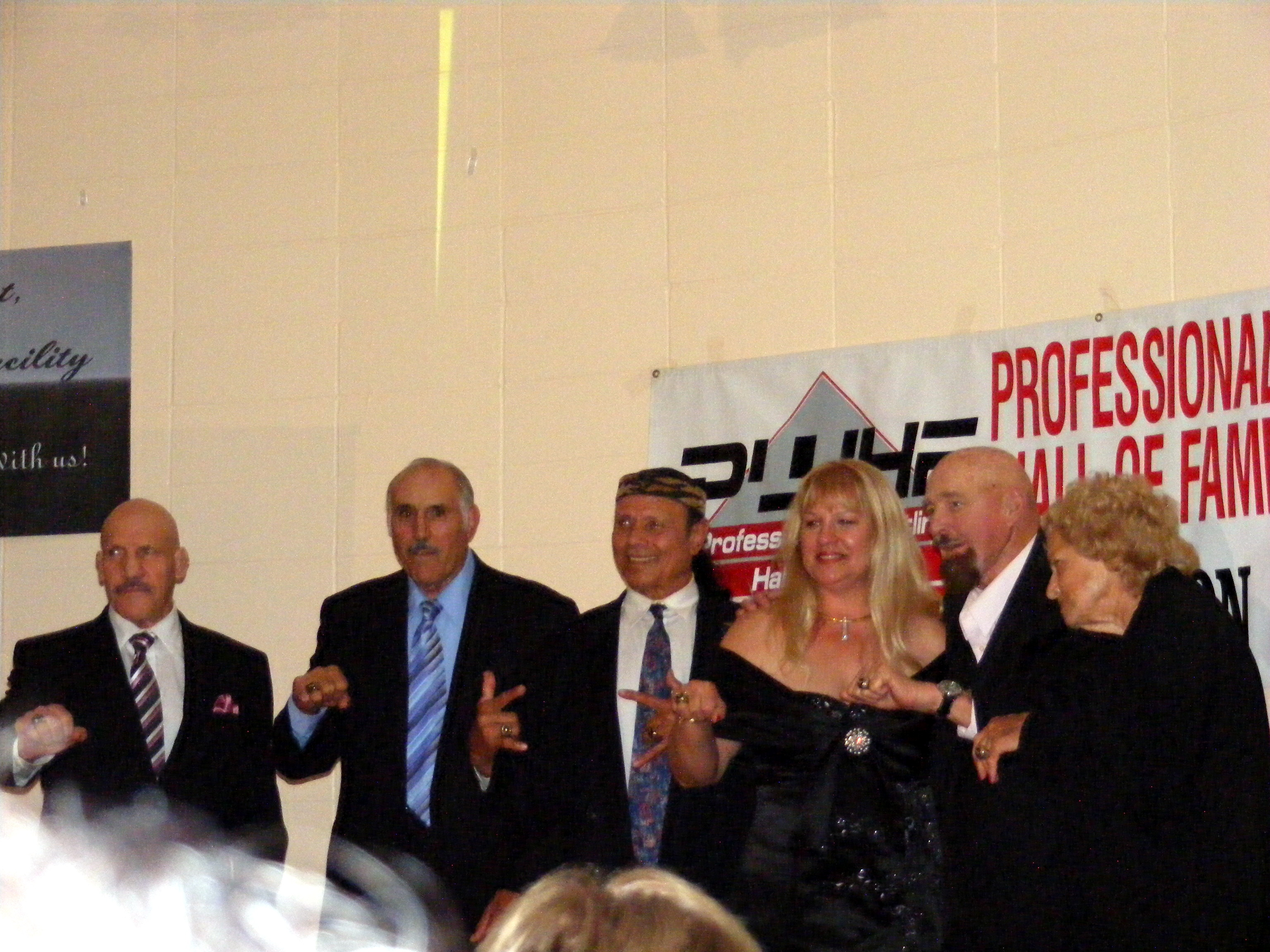
Wendi Richter aux côtés de Bruno Sammartino, Dominic DeNucci, Jimmy Snuka, Paul Vachon et Mae Young lors de la cérémonie du Professional Wrestling Hall of Fame and Museum de 2012.

- Professional Wrestling Hall of Fame and Museum
  - Membre du Hall of Fame (promotion 2012)
- Wrestling Observer Newsletter
  - Pire match de l'année 1984 contre The Fabulous Moolah le 23 juillet[11]